# Trư huyết cao

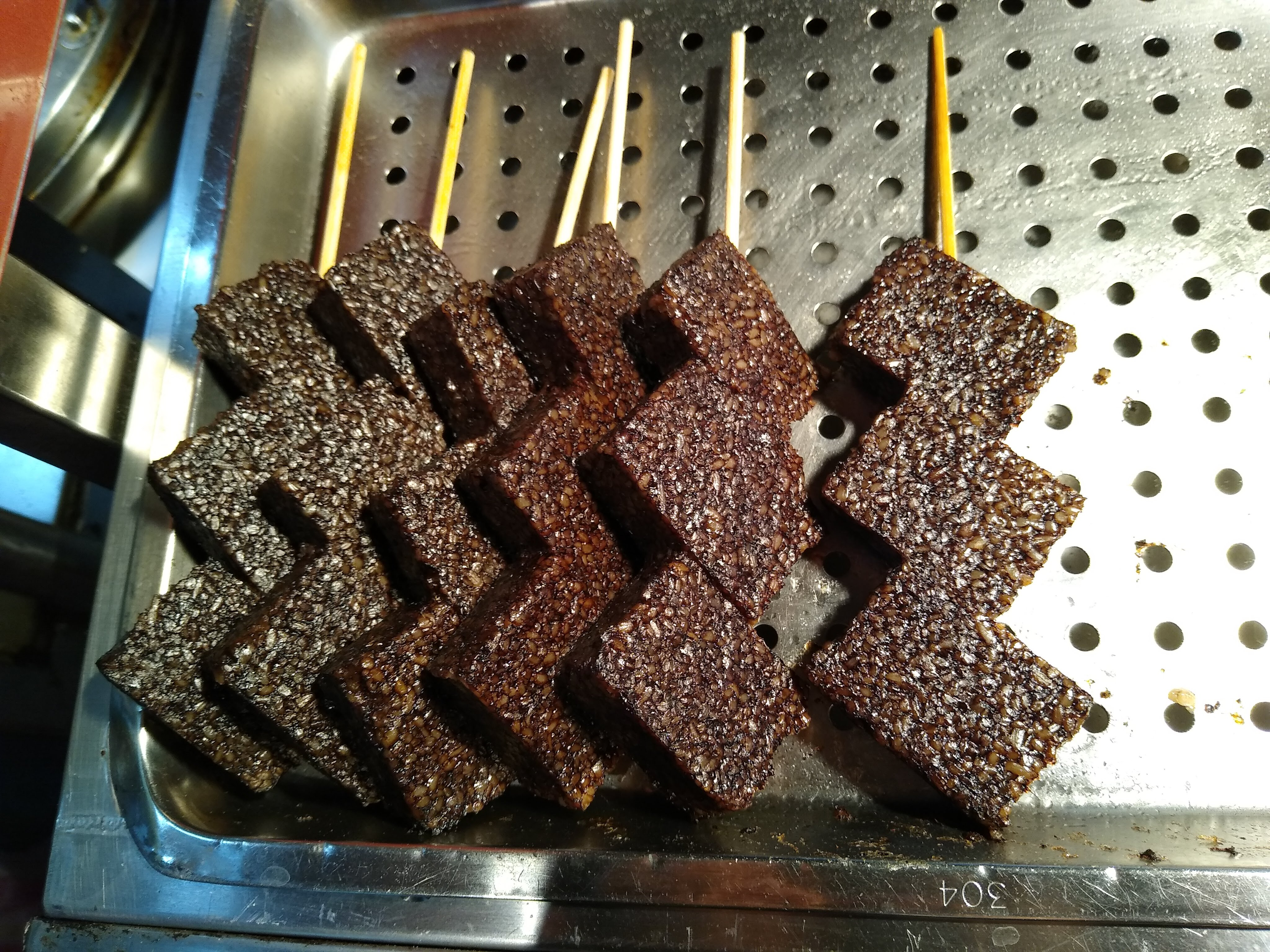
Bánh huyết heo bán ở Đài Bắc

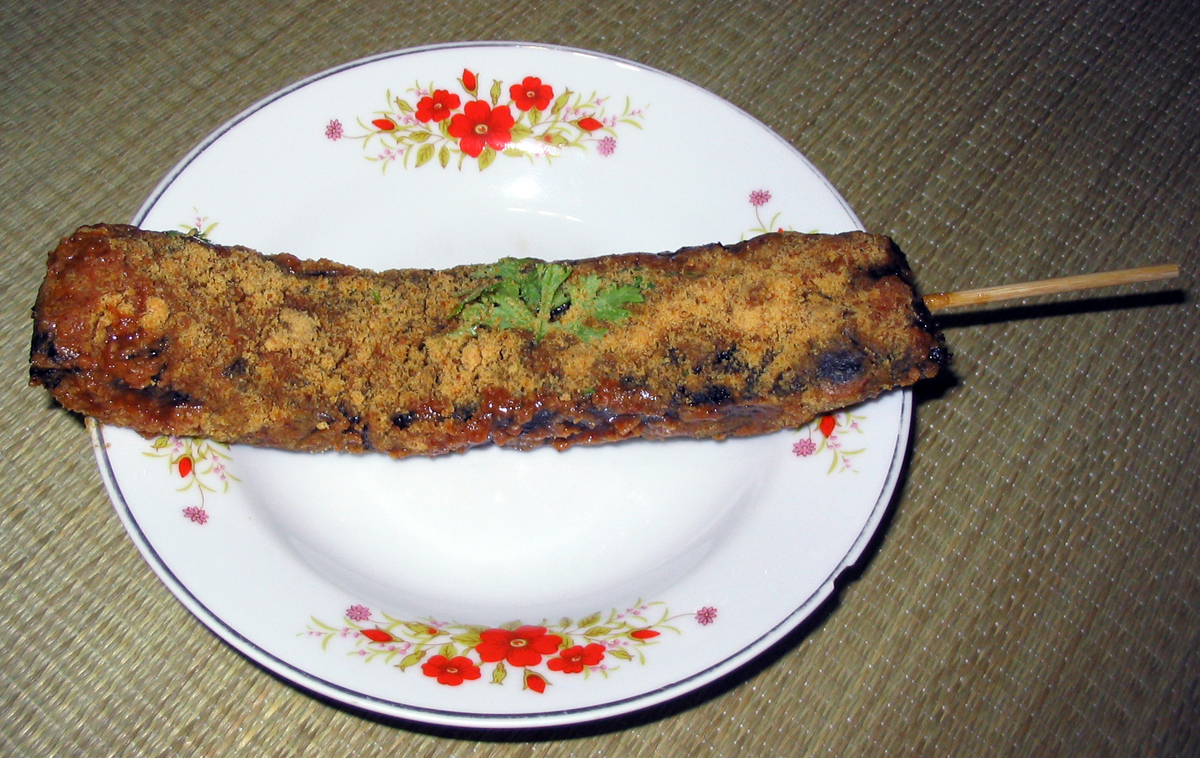
Bánh huyết heo phủ bột đậu phộng, ăn kèm nước chấm

Trư huyết cao (tiếng Trung: 豬血粿; bính âm: zhū xiě guǒ; Bạch thoại tự: ti-hoeh-koé hay 豬血糕; zhū xiě gāo; ti-hoeh-ko), tức bánh huyết heo là một món ăn đường phố kiểu xiên que của Đài Loan, với nguyên liệu là huyết heo. Món này còn được gọi là "bánh đen".
Các nguyên liệu chính là huyết heo, gạo nếp và bột đậu phộng kèm rau mùi và nước chấm. Bánh huyết heo bắt nguồn từ tỉnh Phúc Kiến, truyền sang Đài Loan rồi được cải biên tại đây. Ngoài dùng để ăn vặt thì món nay còn có thể ăn với lẩu. Các quán lề đường giữ nóng bánh trong hộp gỗ hay nồi hấp bằng kim loại. Trang web Seriouseats miêu tả bánh huyết heo là một sự bắc cầu giữ bánh gạo và bánh mochi.